# 堀直堯
堀 直堯（ほり なおたか）は、越後村松藩の第5代藩主。直寄系支流堀家5代。官位は従五位下、丹波守、丹後守。

## 経歴
元文元年（1736年）、父の隠居により家督を継いだ。天明5年（1785年）死去。長男・直泰は先だって死去していたため、家督は末子の六男・直教が継いだ。

## 系譜
父母
- 堀直為（父）

正室
- 津治姫 ー 水戸支流松平頼貞の娘

側室
- 山田氏

子女
- 堀直泰（長男）生母は津治姫（正室）
- 松平信義（次男）生母は山田氏（側室）
- 浅野長致（三男）
- 堀直行（四男）
- 本多成孝（五男）
- 堀直教（六男）
- 堀直堅正室